# Dialecto vallasinés
El vallasinés es una variedad de la lengua lombarda occidental hablada en el valle de Vallassina (unos 6000 hablantes). Pertenece al grupo de los dialectos Comasco-Lecchese y tiene una gran cantidad de subdialectos.
El subdialecto de Asso se encuentra dentro del Canzés, pero tiene algunas características del dialecto Valbrona.
El subdialecto de Valbrona tiene influencias del Lecchese.
En Sormano, Caglio, Regazzo hay influencias del dialecto del Pian del Tivano (norte), que presenta características aisladas (como la presencia de la ò en vez de la a en las sílabas cerradas, fenómeno que se puede ver también en el Brianzoeu norteño pero, en este último caso, solo en sílabas acabadas en l) y del Laghée.
En Lasnigo, Barni, Magreglio y Civenna hay influencias del Laghée.
- Datos: Q3541169